# Salmaan Taseer
Salmaan Taseer, em urdu e punjabi:سلمان تاثی , (Lahore, 31 de maio de 1944 — Islamabad, 4 de janeiro de 2011) foi um político e empresário paquistanês. Homem de negócios influente e bem-sucedido, Taseer era o dono do conglomerado Total Media Solutions e foi o fundador da empresa de telefonia WorldCall, além de ministro das Indústrias do país de 2007 a 2008. 
Taseer foi o governador da província de Punjab, indicado pelo presidente Pervez Musharraf, de 15 de maio de 2008 até ser assassinado em 4 de janeiro de 2011. Ele foi alvejado com 27 tiros de AK-47 nas costas por um de seus seguranças, em Islamabad. Taseer foi morto por defender publicamente o fim da Lei de Blasfêmia do Paquistão, que criminaliza ações tidas como contrárias ao Islã. Pouco antes de morrer, ele pedira ao governo que perdoasse uma mulher cristã, Asia Bibi, acusada de insultar o Profeta Maomé e condenada à morte por blasfêmia.